# Adelresidenz Sielhof
Adelresidenz Sielhof is een landgoed in de plaats Neuharlingersiel in de Samtgemeinde Esens in de Landkreis Wittmund in de Duitse deelstaat Nedersaksen.
Siebelt Frerichs Eymen liet de Adelresidenz Sielhof, oorspronkelijk een steenhuis, in 1755 bouwen. In 1825 kwam Sielhof en het bijbehorende landgoed in handen van familie Eucken. George van Eucken werd in 1906 verheven tot de adelstand, en hij breidde Sielhof uit.
Sinds 1967 is in de Sielhof een restaurant gehuisvest.